# Olav Aukrust
Olav Aukrust (né le 21 janvier 1883 à Lom – mort le 3 novembre 1929 dans la même ville) est un poète norvégien. L’usage de son dialecte a contribué à faire du nynorsk une langue littéraire. Ses poèmes sont de style nationaliste romantique.
En décembre 1921, il rejoint la Société anthroposophique universelle.